# لیپن هویزن
لیپن هویزن (به هلندی: Lippenhuizen) یک منطقهٔ مسکونی در هلند است که در اپسترلاند واقع شده‌است. لیپن هویزن ۱٬۳۳۰ نفر جمعیت دارد.